# 弑逆契約者ファウスツ
『弑逆契約者ファウスツ』（しぎゃくけいやくしゃファウスツ）は、星野泰視による日本の漫画。『週刊少年マガジン』（講談社）において、2008年46号から2009年27号まで連載された。

## ストーリー
主人公・田宮六登は、東京都の病院から長野県の山奥にある病院に転院する。この病院では、かつてイエス・キリストが様々な奇蹟や予言を残した際、傍らに携えていた書と言い伝えられ、解読すると不死になれるという『究極の聖書』を解読すべく、様々な分野の天才が集められていた。六登と同室の患者・円堂博人もその1人であった。
ある日、博人が危篤に陥る。博人を救うべく、六登は本の解読に挑み、一部分の解読に成功する。六登の協力もあり博人は快復に向かったと思われたが、究極の聖書と呼ばれていたそれはアッピンの赤い本と呼ばれる究極の魔書であった。実際には博人は招喚した悪魔・ヤジッドと契約しており、悪魔の力を得た博人は暴走を始める。博人の暴走を止めるべく、六登は自分の身体ごと博人の身体を病院の十字架に串刺しにし、博人を殺害する。六登も死亡したかに思われたが、弑逆世界にて弑逆世界の王・バアルと契約を結び、現実世界に帰還する。
帰還後、六登はバアルにアッピンの赤い本を返そうとするが、その瞬間、病院のシスター・真鍋が本性を現し、本を奪ってしまう。真鍋と六登の間で争いとなるが、その際にページがバラバラになって各地へ飛散してしまう。六登は病院の患者・関口と共に研究所を設立し、悪魔の関わっている事件を追うことでページを集めようとする。
その後、六登は偶然出会った悪魔から、アッピンの赤い本には「ブランク・ページ」と呼ばれるページがあることを知らされる。全てのページを集めるためにはブランク・ページを回収するのが近道と知った六登はブランク・ページのページに乗り出すが、ブランク・ページに封印されていた悪魔ベリアルは、既に六登の父・鐙英伍と契約を結んでいた。
英伍はベリアルの力を使って人間の抹殺を図るが、息子に阻まれて敗れる。英伍を破ってブランク・ページを手に入れ、全てのページの回収に成功した六登は、バアルに人間世界を「契約者のいない世界」に戻すよう頼み、現実世界から姿を消すのだった。

## 登場人物

### 人間
田宮六登（たみや ロクト）
本作の主人公。若くしてフィールズ賞の候補者になった天才。バアルと契約し、アッピンの赤い本をバアルに返すべく奔走する。
母親は法務大臣。父親は死刑囚・鐙英伍。
円堂博人（えんどう ヒロト）
六登と同室の患者で友人。六登の4年前にフィールズ賞の候補となった天才。
ヤジッドと契約して暴走し、病院関係者を次々に襲うが、六登の策に嵌って死亡する。
関口康弘（せきぐち やすひろ）
「聖書の会」に所属する老人。日本人で唯一人のシャンポリオン賞受賞者にして、言語学の権威。仲間内からは関口博士と呼ばれるが、六登からはおっさん呼ばわりされている。
博人の襲撃から生き残り、アッピンの赤い本の回収に奔走する六登のサポートをする。
刑部（おさかべ）
六登の転院先の院長であり、神父。実態はアッピンの赤い本を利用して新世界の創造を企てる組織『エメン・ヘタン』のメンバー。悪魔招喚に並々ならぬ情熱を燃やしており、六登や博人が契約者として立ち振る舞う姿に歓喜していた。
また、紅茶にも並々ならぬこだわりを持っている。とりわけベノアが好みなようで、その入れ込み様は、六登に頭を踏まれたり群衆に殴られたりした際に「べのあっ」と叫んでしまうほど。
真鍋（まなべ）
刑部と同じく『エメン・ヘタン』のメンバーにしてグランドマスター。表向きの立場（神父と修道女）とは逆に、刑部を「使えない一会員」呼ばわりしている。
当初は六登と博人を担当する看護師兼修道女として振る舞っていたが、六登がアッピンの赤い本の解読に成功したことで本性を現す。
鐙英伍（あぶみ えいご）
六登の父親。IQ400という頭脳と、凶悪で強欲な人格の持ち主。
18人を殺害した罪で服役していたが、ベリアルと契約し脱獄。ベリアルの魔力を使い、人類を抹殺することを目論む。

### 悪魔・弑逆世界住人
クロ
六登らの入院する病院に住み着いている黒い犬。その正体は弑逆世界の住人で、六登がヤジッドを招喚して以降は六登と意思疎通が出来るようになり、以降、行動を共にするようになる。六登の食事を狙ったり配膳室で度々つまみ食いするなど、妙に食い意地が張っている。
バアル
弑逆世界の支配者で、アッピンの赤い本の所有者。現実世界に渡った本の返却を条件に六登と契約する。ベリアルとの戦いで深手を負ったことが原因で、弑逆世界から現実世界に出向くことが出来ない。
ヤジッド
博人と契約した悪魔。博人に能力を与えて彼の暴走を促したが、失態を犯してバアルに喰われる。64年前にはかの独裁者を契約者としていた過去もあり、こちらも（史実通り）失敗に終わっている。
ベリアル
バアルの父。息子との争いに敗れてブランク・ページに封印されていたが、アッピンの赤い本の散逸を機に鐙と契約を結ぶ。

## 用語解説
弑逆世界（デュナミス）
悪魔の棲む、地獄や天国とは別の世界。
現実世界／人間世界（エネルゲイア）
人間の生きる世界で、地球全体を指すとみられる。
アッピンの赤い本
弑逆世界のあらゆる悪魔が封印されている究極の魔書。全284ページで、1枚（2ページ相当）につき1体の悪魔が封印されている。封印されている悪魔の真の名（バアルやヤジッドなどの名は、人間が付けたいわゆる『通称』。）を呼ぶことで招喚し契約者となれるが、本の散逸後はページに触れる事で招喚できるようになる模様。バアルにその存在を知られず、封印されなかった悪魔もいる。
聖書の会
六登が入院する病院で行われている集会で、主宰は院長の刑部。悪魔の招喚が真の目的だが、アッピンの赤い本を『究極の聖書』と偽り、解読することで不死が実現すると会員を煽る。あらゆる分野において知の巨人と呼ばれる、錚々たる人物が集結しており、博人や関口はこの会の会員。
ブランク・ページ
アッピンの赤い本の中で唯一白紙のページ。ベリアルが封印されており、アッピンの赤い本のページの中で最も強大な魔力を有する。真の名を知られることなく封印に至った故の白紙とみられる。

## 書誌情報
- 星野泰視 『弑逆契約者ファウスツ』 講談社〈講談社コミックス〉、全4巻
  1. 2009年1月16日第1刷発行（2009年1月16日発売[5]）、ISBN 978-4-06-384093-3
  2. 2009年3月17日第1刷発行（2009年3月17日発売[6]）、ISBN 978-4-06-384117-6
  3. 2009年5月15日第1刷発行（2009年5月15日発売[7]）、ISBN 978-4-06-384141-1
  4. 2009年7月17日第1刷発行（2009年7月17日発売[8]）、ISBN 978-4-06-384164-0